# Clausena lansium

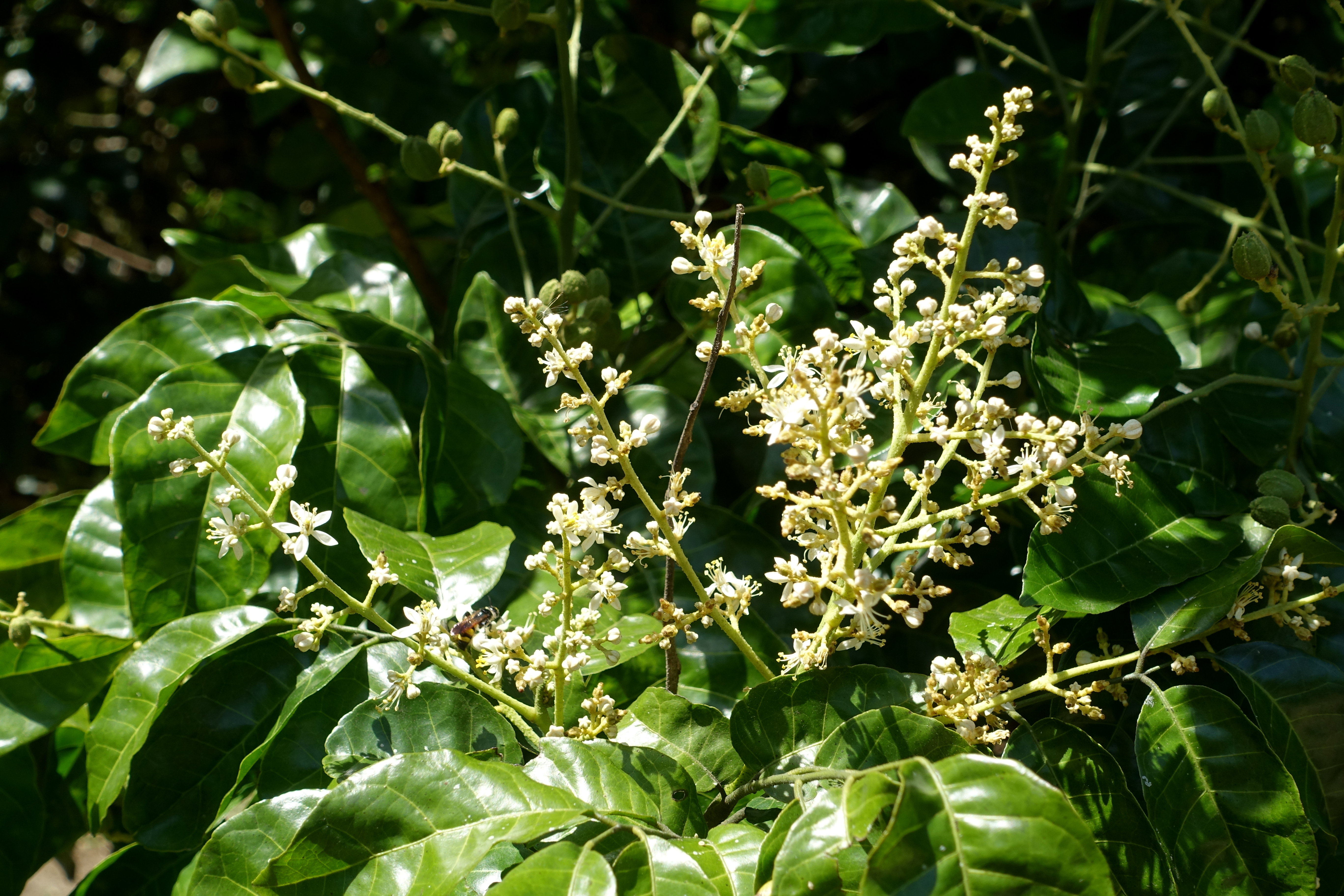
Blütenstand

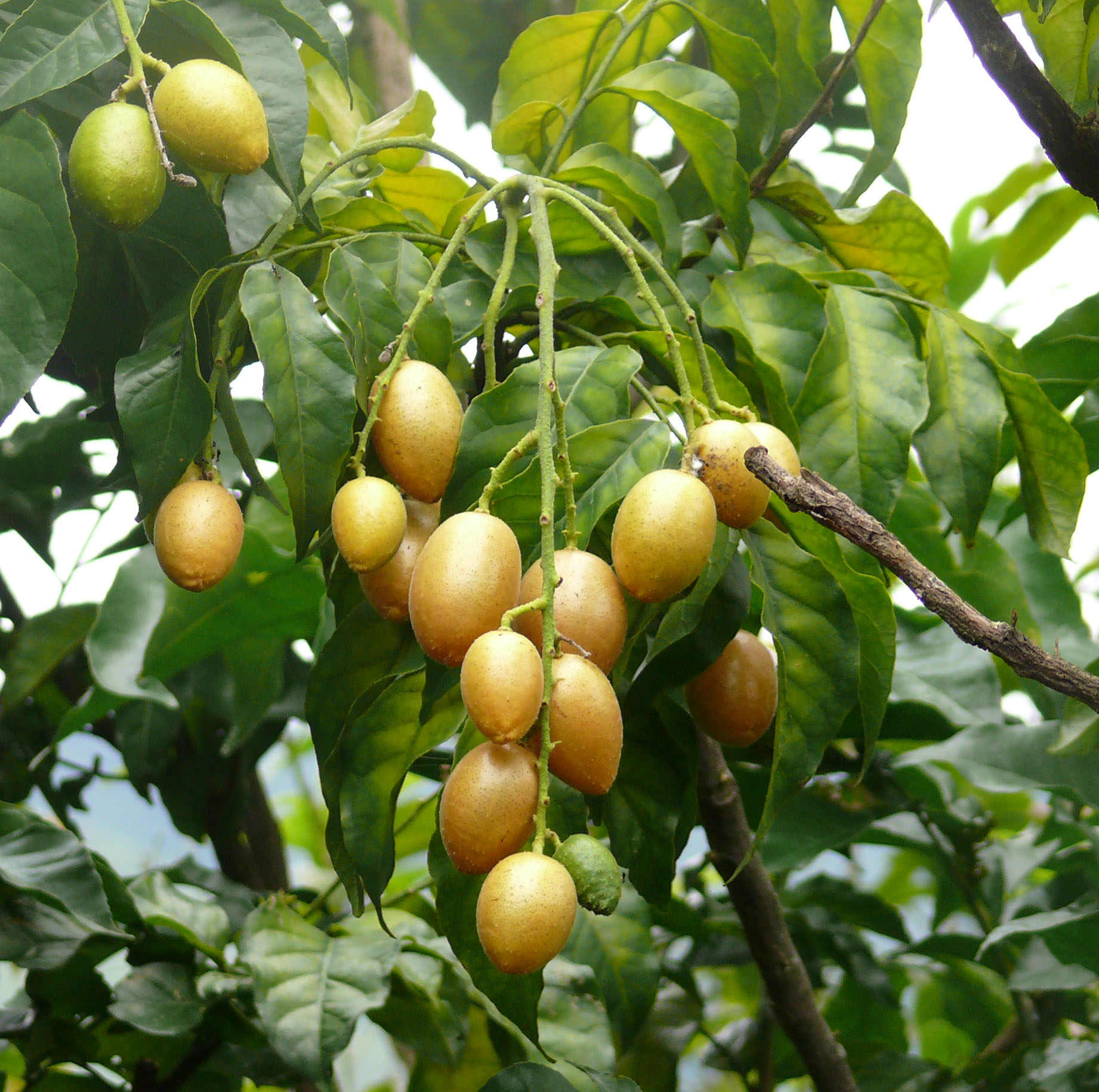
Früchte

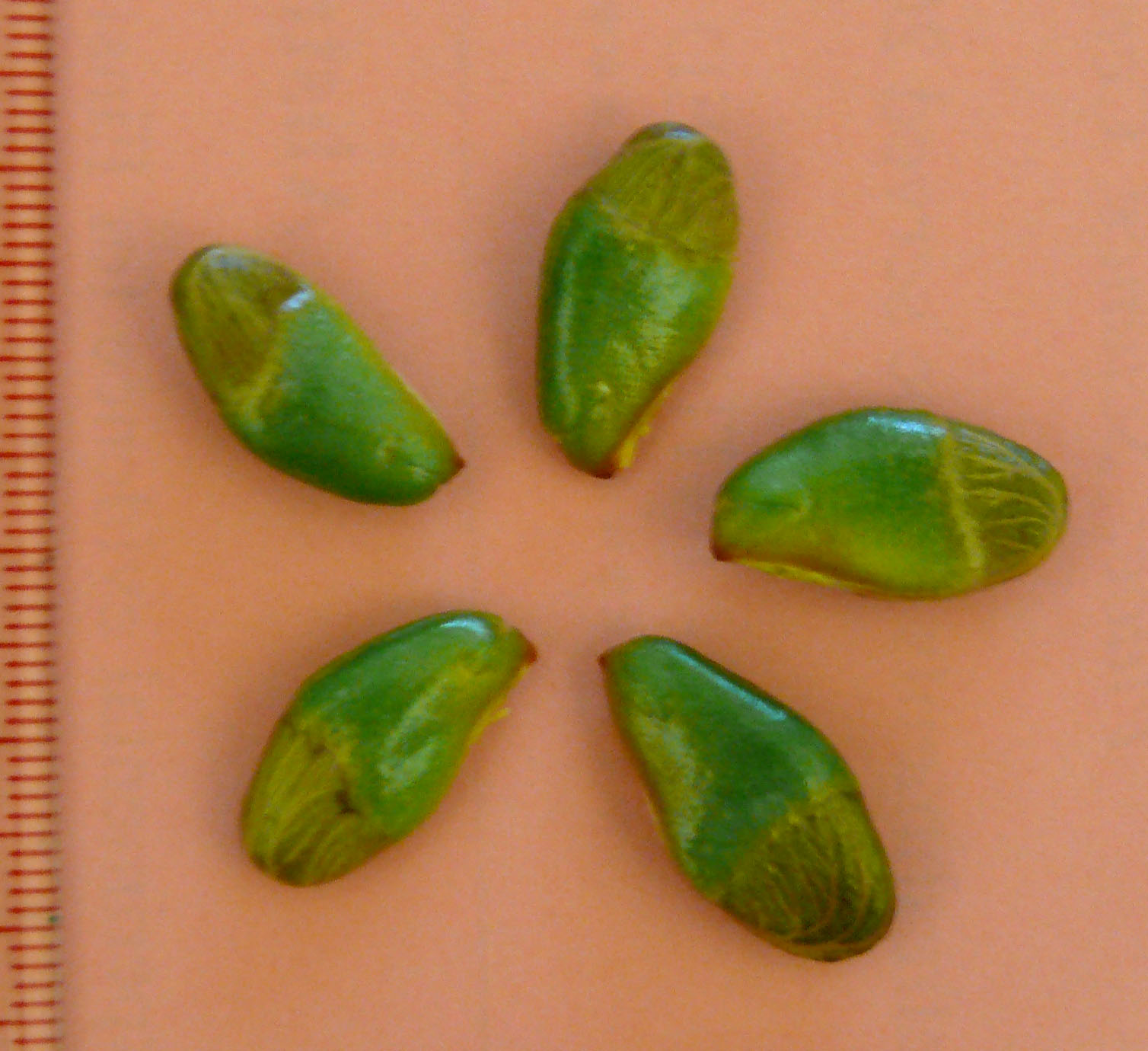
Samen der Clausena lansium, Skala zur Linken ist 1 mm pro Einheit.

Clausena lansium, auch Wampi oder Wampee genannt, ist eine Pflanzenart in der Familie der Rautengewächse (Rutaceae). Sie ist in Südostasien: in Vietnam und den chinesischen Provinzen Fujian, Guangdong, Guangxi, südlichen Guizhou, Hainan, Sichuan, südöstlichen Yunnan heimisch.

## Beschreibung
Clausena lansium sind stark duftende, immergrüne Bäume, die Wuchshöhen von 12 bis maximal 20 Metern erreichen. 
Die weichen und dunkelgrünen, wechselständigen, gestielten Laubblätter sind unpaarig gefiedert mit 5 bis 11 Fiederblättchen. Der Blättchenstiel ist 4 bis 8 mm lang. Die ledrigen, ganzrandigen bis buchtigen oder grob, entfernt gekerbten Blättchen sind eiförmig bis -lanzettlich oder elliptisch, 6 bis 14 cm lang und 3 bis 6 cm breit. Die Mittelrippe ist oft behaart. An der Spitze sind sie spitz bis zugespitzt oder geschwänzt.
In einem endständigen, teils recht langen und vielblütigen, rispigen Blütenstand erscheinen Ende März die Blüten. Die Blütenknospen sind kugelförmig. Die sehr kleinen, 4–5zähligen und kurz gestielten, zwittrigen Blüten weisen einen Durchmesser von etwa 3 bis 4 mm auf und besitzen ein doppeltes Perianth. Die minimalen, breit-eiförmigen Kelchlappen sind etwa 1 mm groß. Die 4 bis 5 weißen Kronblätter sind etwa 5 mm lang. Es sind 10 Staubblätter mit im unteren Teil verbreiterten Staubfäden vorhanden. Der Diskus ist klein. Der behaarte und oberständige, mehrkammerige, kurz gestielte Fruchtknoten mit kurzem, dickem Griffel enthält mehrere Fruchtknotenfächer mit je zwei Samenanlagen. Die Blütezeit reicht von April bis Mai.
Die bei Reife gelbe, leicht feinhaarige Beere ist kugelig bis eiförmig, weist eine Länge von 1,5 bis 3 cm und Durchmesser von 1 bis 2 cm auf. Jede Frucht enthält ein bis fünf Samen, die etwa 40 bis 50 % des Fruchtvolumens umfassen. Die Früchte mit dünner, zäher Schale mit bräunlichen, feinwärzlichen Ölzellen und gelatinösem, traubigem, saftigem Fruchtfleisch reifen von Juli bis August. Die flachen, glatten und eiförmigen, etwa 1,3–1,6 cm langen Samen sind grün, glänzend.

## Systematik
Diese Art wurde 1790 von João de Loureiro als Quinaria lansium erstbeschrieben und 1909 von Homer Collar Skeels in die Gattung Clausena gestellt. Weitere Synonyme sind Clausena wampi (Blanco) Oliver, Cookia wampi Blanco.

## Nutzung
Clausena lansium werden wegen ihrer süß-sauren Früchte kultiviert. Sie sind populär in China, Vietnam, auf den Philippinen, in Malaysia und Indonesien. Clausena lansium wird in geringer Zahl auch in Indien, Sri Lanka und Queensland sowie manchmal in Florida und Hawaii angebaut.
Sie wachsen gut unter tropischen oder subtropischen Bedingungen und sind anfällig für Kälte. Sie bevorzugen fetten Löss (Lehm), wachsen jedoch auf unterschiedlichsten Arten von Böden.